# Yury A. Dmitriev
Yury Alexeyevich Dmitriev (Petrozavodsk - 1956) é um ativista de direitos humanos e historiador local em Carélia (noroeste da Rússia). Desde o início dos anos 90, ele trabalhou para localizar alguns dos locais de execução do Grande Terror de Stalin e identificar o maior número possível de vítimas enterradas neles. Como resultado de seu trabaho o passado de Karelia é melhor documentado a esse respeito do que quase qualquer outra parte da Federação Russa.
Em 31 de dezembro de 2017, Yury Dmitriev foi um dos 16 jornalistas, escritores e historiadores russos, presos ou perseguidos pelas autoridades, os quais foram reconhecidos no anual Prémio Sakharov para a Liberdade de Pensamento realizado em Strasbourg.

## Investigação
Dmitriev é particularmente conhecido por sua participação na descoberta e investigação de dois locais, Sandarmokh e Krasny Bor, e sua subsequente transformação em complexos para relembrar as vítimas de comunismo.
Com base na informação dos arquivos, Dmitriev identificou os nove mil homens e mulheres baleados em Sandarmokh e enterradas em 236 valas comunais.
Krasny Bor é uma área arborizada, não muito longe de Petrozavodsk, a capital da Carélia, com uma área de aproximadamente 350 por 150 metros. Segundo relatos de execução nos antigos arquivos da KGB para a Carélia, 1.193 pessoas foram fuziladas e enterradas lá: 580 finlandeses, 432 carelianos, 136 russos e 45 pessoas de outras nacionalidades. Os fuzilamentos ocorreram de 9 de agosto a 15 de setembro de 1937 e de 26 de setembro a 2 de outubro de 1938.

## Reconhecimento
Em 2005, Dmitriev foi premiado com o prêmio "Golden Pen of Russia" por suas publicações.
Em 2015 ele recebeu a Cruz de Ouro do Mérito da Polônia por seu trabalho na localização de enterros em massa em Sandarmokh e em Solovki, e identificou as vítimas que eles continham: os poloneses étnicos na União Soviética eram uma das nacionalidades alvo do Grande Terror.
Em 2016 Dmitriev foi premiado com um Diploma de Honra da República da Carélia.

## Obras
- 1999 - Sandarmokh, the Place of Execution (in Russian), 350 pp. Bars Publishers: Petrozavodsk.[8]
- 2000 - The Forest, Red with Spilled Blood (Bor, krasnoj ot prolitoj krovi), 214 pp. Petrozavodsk.[9]
- 2002 - (with Ivan Chukhin) The Karelian Lists of Remembrance: Murdered Karelia, part 2, The Great Terror (in Russian), 1,088 pp. Petrozavodsk. (também online em «Поминальные списки Карелии, 1937–1938: Уничтоженная Карелия, часть 2. Большой террор».)
- 2003 - The White Sea - Baltic Canal, from plan to implementation: A collection of documents, 250 pp. (in Russian), Petrozavodsk.[10]